# Oh, Kay! (film)
Oh, Kay! is een Amerikaanse filmkomedie uit 1928 onder regie van Mervyn LeRoy. De film werd destijds in Nederland uitgebracht onder de titel Een meisje om te zoenen. De film is wellicht zoekgeraakt.

## Verhaal
Op de avond voor haar bruiloft gaat Kay Rutfield ervandoor in een sloep. Op zee komt ze terecht in een storm. Ze wordt gered door een dranksmokkelaar die op weg is naar de Verenigde Staten. In de VS verschuilt ze zich in het verlaten landhuis van Jimmy Winter, die op het punt staat te trouwen. Hij treft haar aan in zijn landhuis en Kay haalt hem ertoe over één nacht te doen alsof ze getrouwd zijn. De dranksmokkelaar Shorty heeft illegaal gestookte alcohol verborgen in de kelder van het landhuis. Om zijn drank te beschermen doet hij zich voor als de nieuwe butler. De volgende dag is Jimmy verloofd met Kay en is Shorty ervandoor met de buit.

## Rolverdeling
| Acteur              | Personage          |
| ------------------- | ------------------ |
| Colleen Moore       | Kay Rutfield       |
| Lawrence Gray       | Jimmy Winter       |
| Alan Hale           | Jansen             |
| Ford Sterling       | Shorty McGee       |
| Claude Gillingwater | Rechter Appleton   |
| Julanne Johnston    | Constance Appleton |
| Claude King         | Graaf van Rutfield |
| Edgar Norton        | Lord Braggot       |
| Percy Williams      | Butler             |
| Fred O'Beck         | Kapitein Hornsby   |